# GSG1
GSG1 (англ. Germ cell associated 1) – білок, який кодується однойменним геном, розташованим у людей на 12-й хромосомі. Довжина поліпептидного ланцюга білка становить 349 амінокислот, а молекулярна маса — 39 248.
| 10         |  | 20         |  | 30         |  | 40         |  | 50         |
| ---------- |  | ---------- |  | ---------- |  | ---------- |  | ---------- |
| MAKMELSKAF |  | SGQRTLLSAI |  | LSMLSLSFST |  | TSLLSNYWFV |  | GTQKVPKPLC |
| EKGLAAKCFD |  | MPVSLDGDTN |  | TSTQEVVQYN |  | WETGDDRFSF |  | RSFRSGMWLS |
| CEETVEEPAL |  | LHPQSWKQFR |  | ALRSSGTAAA |  | KGERCRSFIE |  | LTPPAKREIL |
| WLSLGTQITY |  | IGLQFISFLL |  | LLTDLLLTGN |  | PACGLKLSAF |  | AAVSSVLSGL |
| LGMVAHMMYS |  | QVFQATVNLG |  | PEDWRPHVWN |  | YGWAFYMAWL |  | SFTCCMASAV |
| TTFNTYTRMV |  | LEFKCKHSKS |  | FKENPNCLPH |  | HHQCFPRRLS |  | SAAPTVGPLT |
| SYHQYHNQPI |  | HSVSEGVDFY |  | SELRNKGFQR |  | GASQELKEAV |  | RSSVEEEQC  |

A: Аланін

C: Цистеїн

D: Аспарагінова кислота

E: Глутамінова кислота

F: Фенілаланін

G: Гліцин

H: Гістидин

I: Ізолейцин

K: Лізин

L: Лейцин

M: Метіонін

N: Аспарагін

P: Пролін

Q: Глутамін

R: Аргінін

S: Серин

T: Треонін

V: Валін

W: Триптофан

Задіяний у такому біологічному процесі, як альтернативний сплайсинг. 
Локалізований у мембрані, ендоплазматичному ретикулумі.